# أميديو السابع (كونت سافوي)
أميديو السابع (مارس 1360 - 1 نوفمبر 1391)؛ كان كونت سافوي منذ 1383 حتى وفاته والمعروف بـ الكونت الأحمر.
هو ابن أميديو السادس، كونت سافوي وبون ابنة بيير الثاني دوق بوربون، ومن المعروف عنه بكرم ضيافته.
تزوج أميديو من بون دي بيري ابنة جان، دوق بيري الشقيق الأصغر لـ شارل الخامس ملك فرنسا؛ أنجبت له ثلاثة أبناء:-
- أميديو الثامن، دوق سافوي؛ الذي عرف لاحقاً بـ البابا المزيف فيليكس الخامس، تزوج من ماري البرغونية ابنة فيليب الجريء؛ لهم ذرية.
- بون؛ تزوجت من لويجي دي بيدمونتي، ليس لهم ذرية.
- جوان؛ تزوجت من جيوفاني جياكومو، ماركيز مونفيراتو، لهم ذرية.